# Go Ahead Eagles
Go Ahead Eagles je nizozemský fotbalový klub z města Deventer, který byl založen roku 1902. Hřištěm klubu je De Adelaarshorst (ve volném překladu orlí hnízdo) s kapacitou 8 000, na kterém hraje od roku 1920. Klubové barvy jsou červená a žlutá.

## Historie
Klub byl založen v roce 1902 pod názvem Be Quick, ale po nařízení Nizozemské fotbalové federace jej změnil na Go Ahead. Slovo Eagles (česky orli) bylo připojeno roku 1971 na doporučení tehdejšího trenéra Barryho Hughese. Orel (resp. černá orlice) je ve znaku města Deventer.
Go Ahead Eagles vyhrál čtyřikrát Nizozemské národní fotbalové mistrovství (předchůdce Eredivisie), konkrétně v sezonách 1916/17, 1921/22, 1929/30, 1932/33. V ročníku 1964/65 se probojoval do finále nizozemského fotbalového poháru, kde však podlehl rotterdamskému Feyenoordu 0:1 po brance Franse Bouwmeestera z 88. minuty. Tímto umístěním se však kvalifikoval do Poháru vítězů pohárů 1965/66, kde v prvním kole dvakrát podlehl skotskému Celtiku (0:6 doma a 0:1 venku).
Po úspěšné sezóně 2012/13 se klub vrátil po sedmnácti letech v Eerste Divisie do nizozemské nejvyšší ligy Eredivisie, v sezóně 2012/13 sice skončil na 6. příčce Eerste Divisie, ale postup si vybojoval v play-off nadstavbě.

## Úspěchy
- Nizozemské národní fotbalové mistrovství: 4× vítěz (1916/17, 1921/22, 1929/30, 1932/33)[3]
- Nizozemský fotbalový pohár: vítěz 2024/25